# Chocicza (Nowe Miasto nad Wartą)
Pour les articles homonymes, voir Chocicza.
Chocicza (prononcé en polonais : [xɔˈt͡ɕit͡ʂa]) est un village polonais de la gmina de Nowe Miasto nad Wartą dans la powiat de Środa Wielkopolska de la voïvodie de Grande-Pologne dans le centre-ouest de la Pologne.
Il se situe à environ 4 kilomètres au sud-ouest de Nowe Miasto nad Wartą (siège de la gmina), à 18 kilomètres au sud de Środa Wielkopolska (siège du powiat) et à 47 kilomètres au sud-est de Poznań (capitale régionale).

## Histoire
De 1975 à 1998, le village faisait partie du territoire de la voïvodie de Poznań.

Depuis 1999, Chocicza est situé dans la voïvodie de Grande-Pologne.
Le village possède une population de 1 150 habitants en 2007.